# Lista chorążych reprezentacji Hondurasu na igrzyskach olimpijskich
Lista chorążych reprezentacji Hondurasu na igrzyskach olimpijskich – lista zawodników i zawodniczek reprezentacji Hondurasu, którzy podczas ceremonii otwarcia nowożytnych igrzysk olimpijskich nieśli flagę narodową.

## Chronologiczna lista chorążych
| Lp. | Rok i miejsce     | Chorąży               | Dyscyplina        |
| --- | ----------------- | --------------------- | ----------------- |
| 1   | 1968, Grenoble    | b.d.                  |                   |
| 2   | 1976, Montreal    | b.d.                  |                   |
| 3   | 1984, Los Angeles | Carlos Solo           | Judo              |
| 4   | 1988, Seul        | b.d.                  |                   |
| 5   | 1992, Albertville | Jenny Palacios-Stillo | Biegi narciarskie |
| 6   | 1992, Barcelona   | b.d.                  |                   |
| 7   | 1996, Atlanta     | Darwin Angeles        | Boks              |
| 8   | 2000, Sydney      | Alejandro Castellanos | pływanie          |
| 9   | 2004, Ateny       | Izza Medina           | Tenis stołowy     |
| 10  | 2008, Pekin       | Miguel Ferrera        | Taekwondo         |
| 11  | 2012, Londyn      | Ronald Bennett        | Lekkoatletyka     |
| 12  | 2016, Rio         | Rolando Palacios      | Lekkoatletyka     |